# Agencia Reguladora de Medicamentos y Productos Sanitarios
La Agencia Reguladora de Medicamentos y Productos Sanitarios (MHRA, por sus siglas en inglés.Medicines and Healthcare products Regulatory Agency ) es una agencia ejecutiva del Departamento de Salud y Asistencia Social del Reino Unido que es responsable de garantizar que los medicamentos y dispositivos médicos funcionen y sean aceptablemente seguros.
La MHRA se formó en 2003 con la fusión de la Agencia de Control de Medicamentos (MCA) y la Agencia de Dispositivos Médicos (MDA). En abril de 2013, se fusionó con el Instituto Nacional de Estándares y Control Biológicos (NIBSC) y se le cambió el nombre, y la identidad de MHRA se utilizó únicamente para el centro regulador dentro del grupo. La agencia emplea a más de 1.200 personas en Londres, York y South Mimms , Hertfordshire.

## Estructura
La MHRA se divide en tres centros principales:
- MHRA Regulatory: el regulador para las industrias farmacéutica y de dispositivos médicos
- Enlace de datos de investigación de práctica clínica : supervisa los datos clínicos de atención primaria para la investigación
- Instituto Nacional de Estándares y Control Biológicos : responsable de la estandarización y el control de los medicamentos biológicos

La MHRA tiene varios comités asesores independientes que brindan al gobierno del Reino Unido información y orientación sobre la regulación de medicamentos y dispositivos médicos. Actualmente hay ocho comités de este tipo:
- Consejo Asesor sobre el Registro de Productos Homeopáticos
- Comité Asesor de Medicamentos a Base de Hierbas
- El panel de revisión
- Comité Asesor Científico Independiente para la investigación de la base de datos de la MHRA
- Grupo de enlace de la industria de medicamentos
- Oficina de Innovación
- Comité Consultivo de Sangre
- Comité Asesor de Expertos en Dispositivos

## Historia
En 1999, la Agencia de Control de Medicamentos (MCA) asumió el control de la Base de Datos de Investigación de Práctica General (GPRD) de la Oficina de Estadísticas Nacionales. La Agencia de Control de Medicamentos (MCA) y la Agencia de Dispositivos Médicos (MDA) se fusionaron en 2003 para formar MHRA. En abril de 2012, la GPRD se expandió y relanzó como Enlace de datos de investigación de práctica clínica (CPRD). En abril de 2013, MHRA se fusionó con el Instituto Nacional de Estándares y Control Biológicos (NIBSC) y se le cambió el nombre, y la identidad de MHRA se utilizó para la organización matriz y uno de los centros dentro del grupo. Al mismo tiempo, CPRD se convirtió en un centro separado de la MHRA.